# Amanda Nunes
Amanda Lourenço Nunes (Pojuca, 30 maggio 1988) è una ex lottatrice di arti marziali miste brasiliana.
Ha combattuto nella divisione dei pesi gallo per la promozione statunitense UFC, dove è stata campionessa di categoria dal 2016 al 2021; nel 2018 diviene la prima doppia campionessa nella storia della federazione vincendo anche il titolo dei pesi piuma.
Con vittorie su atlete come Ronda Rousey, Valentina Ševčenko, Germaine de Randamie, Miesha Tate, Cris Cyborg e Holly Holm, la Nunes è ritenuta la più grande lottatrice di tutti i tempi. Al momento del suo ritiro, era al primo posto nel ranking femminile pound for pound UFC.

## Biografia
La Nunes nacque in un piccolo paese vicino alla cittadina di Salvador in Brasile. Cominciò a praticare la boxe all'età di sedici anni e ad allenarsi nel Jiu jitsu brasiliano dopo essere stata invitata da sua sorella, anch'ella praticante di jiu jitsu.
È la prima campionessa brasiliana nella storia della UFC nonché la prima apertamente lesbica: ha infatti una relazione con l'atleta anch'essa UFC Nina Ansaroff.

## Carriera nelle arti marziali miste
Successivamente si trasferì in New Jersey dove cominciò a praticare arti marziali miste all'AMA Fight Clug, per poi trasferirsi a Miami dove continuò ad allenarsi nella palestra denominata MMA Masters. Agli inizì cominciò a disputare incontri di MMA nelle categorie con limite massimo di peso di 61,23 kg e 65,77 kg.
Il suo debutto da professionista avvenne l'8 marzo del 2008, dove affrontò Ana Maria all'evento Prime MMA Championship 2. La Nunes perse quell'incontro per sottomissione al primo round.

### Strikeforce
Dopo aver vinto cinque incontri di fila, tutti per KO, Amanda firmò un contratto con la promozione statunitense Strikeforce. Al suo debutto nella promozione, avvenuto il 7 gennaio del 2011, sconfisse Julia Budd per KO in soli 14 secondi.
A giugno dello stesso anno avrebbe dovuto affrontare Julie Kedzie, ma l'intero match venne cancellato dopo un infortunio al piede subito dalla Nunes.
Il 10 settembre si ritrovò ad affrontare Alexis Davis nella semifinale del torneo Grand Prix Strikeforce. Amanda venne sconfitta per KO tecnico verso la fine del secondo round. Alla prima ripresa la Nunes cominciò il match molto aggressivamente, tentando di andare a segno con potenti colpi. Nel second round si ritrovò praticamente a corto di fiato e verso la fine, nel tentativo di effettuare un takedown, Alexis Davis riuscì a ribaltare la situazione e a raggiungere una posizione montata al tappeto; da tale posizione riuscì a terminare l'incontro con il ground and pound.
A settembre del 2012 avrebbe dovuto affrontare Cat Zingano, ma l'evento venne cancellato a causa dell'infortunio al ginocchio subito da Gilbert Melendez, il quale doveva difendere il titolo contro Pat Healy.

### Invicta FC
Il 28 luglio del 2012 doveva vedersela con Milana Dudieva in un evento della promozione Invicta FC. Tuttavia, il 9 luglio, la Dudieva dovette rinunciare all'incontro a causa di un problema di salute, al suo posto venne inserita Leslie Smith. Anche la Smith dovette dare forfait per infortunio e quindi lasciare spazio a Raquel Pa'aluhi. La Nunes vinse l'incontro per sottomissione tecnica, applicando uno strangolamento da dietro al primo round.
A gennaio del 2013 si ritrovò ad affrontare Sarah D'Alelio, perdendo il match per decisione unanime. Al suo terzo match avrebbe dovuto affrontare Kaitlin Young, ad aprile dello stesso anno. Tuttavia subì un infortunio al braccio, venendo quindi rimossa dalla card.

### Ultimate Fighting Championship
Il 3 agosto del 2013 debuttò nella promozione Ultimate Fighting Championship per affrontare Sheila Gaff, all'evento UFC 163. La Nunes vinse l'incontro per KO tecnico al primo round.
A novembre affrontò al suo secondo match Germaine de Randamie, vincendo anche questo incontro per KO tecnico al primo round. Come terzo incontro venne chiamata a sostituire Shayna Baszler per poter affrontare Sarah Kaufman, all'evento finale del reality show The Ultimate Fighter Nations. Tuttavia, la Nunes venne rimossa dall'evento senza un motivo ben precisato.
Il 27 settembre del 2014 affrontò Cat Zingano all'evento UFC 178. Dopo aver quasi vinto al primo round mettendo a segno una serie di pugni, Amanda si ritrovò in netta difficoltà nella seconda ripresa per poi essere finalizzata al tappeto per KO tecnico nel terzo round.
A marzo del 2015 ottenne una strepitosa vittoria per KO tecnico nella prima ripresa, sconfiggendo Shayna Baszler. Ad agosto si ritrovò ad affrontare Sara McMann. La Nunes vinse il match mettendo a segno una rear-naked choke al primo round, dopo aver messo al tappeto la sua avversaria con una combinazione di tre pugni.
Il 5 marzo del 2016 sconfisse per decisione unanime Valentyna Ševčenko, all'evento UFC 196.

#### Campionessa dei pesi gallo UFC
Il 9 luglio ebbe l'opportunità di affrontare Miesha Tate per il titolo dei pesi gallo femminili, all'evento UFC 200. Dopo quasi 3 minuti dall'inizio dell'incontro, la Nunes andò a segno con una serie di combinazioni che stordirono pesantemente la campionessa, quest'ultima tentò disperatamente di difendersi dall'attacco aggressivo della sua avversaria, ma senza riuscirci; Miesha finì quindi al tappeto sotto il continuo attacco di Amanda Nunes che pose fine all'incontro con uno strangolamento da dietro. Con questa vittoria divenne la prima campionessa brasiliana dei pesi gallo UFC; inoltre venne premiata con il riconoscimento Performance of the Night.
Il 30 dicembre affrontò l'ex campionessa dei pesi gallo Ronda Rousey, che tornava a combattere dopo un anno di riposo. Lo scontro si tradusse in un'altra durissima sconfitta per l'americana che, denotando una scarsa tecnica pugilistica, già evidenziata contro la Holm, subì i colpi della Nunes fin dalle primissime battute non riuscendo mai ad accorciare le distanze per impostare il combattimento sul piano della lotta corpo a corpo, a lei più congeniale. La Nunes vinse l'incontro in soli 48 secondi per KO tecnico. Con questa vittoria ottenne il riconoscimento Performance of the Night.
L'8 luglio avrebbe dovuto difendere di nuovo il titolo contro Valentyna Ševčenko nel main event di UFC 213, ma l'incontro è stato annullato all'ultimo momento a causa di alcuni problemi di salute della Nunes probabilmente dovuti al taglio del peso. L'incontro tra le due si tiene il 9 settembre a UFC 215 e vede la brasiliana mantenere il titolo con una vittoria per decisione non unanime.

#### Campionessa dei pesi piuma UFC
Il 29 dicembre 2018, nel co-main event di UFC 232, affronta la connazionale Cris Cyborg nell'incontro che avrebbe determinato la prima doppia campionessa nella storia della UFC: dopo soli 51 secondi la Nunes mette a segno una tremenda serie di colpi al viso dell'avversaria, che viene quindi sconfitta per KO per la prima volta nella sua carriera e dopo ben tredici anni di imbattibilità; la prestazione le frutta anche il riconoscimento Performance of the Night.
Il 6 luglio 2019 difende il titolo dei pesi gallo contro l'ex campionessa Holly Holm, che mette KO al primo round con un calcio alla testa che le frutta un altro riconoscimento come Performance of the Night. Il 14 dicembre difende il titolo imponendosi per decisione unanime sull'ex campionessa Germaine de Randamie: con questa vittoria la Nunes diventa l'unico atleta nella storia della UFC ad aver battuto tutti i precedenti campioni dei titoli detenuti in carriera.

## Risultati nelle arti marziali miste
| Risultato | Record | Avversario           | Metodo                                   | Evento                                          | Data              | Round | Tempo | Luogo                      | Note                                                                     |
| --------- | ------ | -------------------- | ---------------------------------------- | ----------------------------------------------- | ----------------- | ----- | ----- | -------------------------- | ------------------------------------------------------------------------ |
| Vittoria  | 23-5   | Irene Aldana         | Decisione (unanime)                      | UFC 289                                         | 10 giugno 2023    | 5     | 5:00  | Vancouver, Canada          | Difende il titolo dei pesi gallo femminili UFC                           |
| Vittoria  | 22-5   | Julianna Peña        | Decisione (unanime)                      | UFC 277                                         | 30 luglio 2022    | 5     | 5:00  | Dallas, Stati Uniti        | Vince il titolo dei pesi gallo femminili UFC                             |
| Sconfitta | 21-5   | Julianna Peña        | Sottomissione (rear-naked choke)         | UFC 269: Oliveira vs. Porier                    | 11 dicembre 2021  | 2     | 3:26  | Las Vegas, Stati Uniti     | Perde il titolo dei pesi gallo femminili UFC                             |
| Vittoria  | 21-4   | Megan Anderson       | Sottomissione (triangle armbar)          | UFC 259: Błachowicz vs. Adesanya                | 6 marzo 2021      | 1     | 2:03  | Las Vegas, Stati Uniti     | Difende il titolo dei pesi piuma femminili UFC                           |
| Vittoria  | 20-4   | Felicia Spencer      | Decisione (unanime)                      | UFC 250: Nunes vs. Spencer                      | 6 giugno 2020     | 5     | 5:00  | Las Vegas, Stati Uniti     | Difende il titolo dei pesi piuma femminili UFC                           |
| Vittoria  | 19-4   | Germaine de Randamie | Decisione (unanime)                      | UFC 245: Usman vs. Covington                    | 14 dicembre 2019  | 5     | 5:00  | Las Vegas, Stati Uniti     | Difende il titolo dei pesi gallo femminili UFC                           |
| Vittoria  | 18-4   | Holly Holm           | KO tecnico (calcio alla testa e pugni)   | UFC 239: Jones vs. Santos                       | 6 luglio 2019     | 1     | 4:10  | Paradise, Stati Uniti      | Difende il titolo dei pesi gallo femminili UFC, Performance of the Night |
| Vittoria  | 17-4   | Cris Cyborg          | KO (pugni)                               | UFC 232: Jones vs. Gustafsson 2                 | 29 dicembre 2018  | 1     | 0:51  | Inglewood, Stati Uniti     | Vince il titolo dei pesi piuma femminili UFC, Performance of the Night   |
| Vittoria  | 16-4   | Raquel Pennington    | KO tecnico (pugni)                       | UFC 224: Nunes vs. Pennington                   | 12 maggio 2018    | 5     | 2:36  | Rio de Janeiro, Brasile    | Difende il titolo dei Pesi Gallo Femminili UFC                           |
| Vittoria  | 15-4   | Valentyna Ševčenko   | Decisione (non unanime)                  | UFC 215: Nunes vs. Ševčenko 2                   | 9 settembre 2017  | 5     | 5:00  | Edmonton, Canada           | Difende il titolo dei Pesi Gallo Femminili UFC                           |
| Vittoria  | 14-4   | Ronda Rousey         | KO tecnico (pugni)                       | UFC 207: Nunes vs. Rousey                       | 30 dicembre 2016  | 1     | 0:48  | Paradise, Stati Uniti      | Difende il titolo dei Pesi Gallo Femminili UFC Performance of the Night  |
| Vittoria  | 13-4   | Miesha Tate          | Sottomissione (rear-naked choke)         | UFC 200: Tate vs. Nunes                         | 9 luglio 2016     | 1     | 3:16  | Las Vegas, Stati Uniti     | Vince il titolo dei Pesi Gallo Femminili UFC Performance of the Night    |
| Vittoria  | 12-4   | Valentyna Ševčenko   | Decisione (unanime)                      | UFC 196: McGregor vs. Diaz                      | 5 marzo 2016      | 3     | 5:00  | Las Vegas, Stati Uniti     |                                                                          |
| Vittoria  | 11-4   | Sara McMann          | Sottomissione (rear-naked choke)         | UFC Fight Night: Teixeira vs. Saint Preux       | 8 agosto 2015     | 1     | 2:53  | Nashville, Stati Uniti     | Performance of the Night                                                 |
| Vittoria  | 10-4   | Shayna Baszler       | KO tecnico (calci alle gambe)            | UFC Fight Night: Maia vs. LaFlare               | 21 marzo 2015     | 1     | 1:56  | Rio de Janeiro, Brasile    |                                                                          |
| Sconfitta | 9-4    | Cat Zingano          | KO tecnico (gomitate e pugni)            | UFC 178: Johnson vs. Cariaso                    | 27 settembre 2014 | 3     | 1:21  | Las Vegas, Stati Uniti     |                                                                          |
| Vittoria  | 9-3    | Germaine de Randamie | KO tecnico (gomitate)                    | UFC: Fight for the Troops 3                     | 6 novembre 2013   | 1     | 3:56  | Fort Campbell, Stati Uniti |                                                                          |
| Vittoria  | 8-3    | Sheila Gaff          | KO tecnico (pugni e gomitate)            | UFC 163: Aldo vs. Korean Zombie                 | 3 agosto 2013     | 1     | 2:08  | Rio de Janeiro, Brasile    | Debutto in UFC                                                           |
| Sconfitta | 7-3    | Sarah D'Alelio       | Decisione (unanime)                      | Invicta FC 4: Esparza vs. Hyatt                 | 5 gennaio 2013    | 3     | 5:00  | Kansas City, Stati Uniti   |                                                                          |
| Vittoria  | 7-2    | Raquel Pa'aluhi      | Sottomissione tecnica (rear-naked choke) | Invicta FC 2: Baszler vs. McMann                | 28 luglio 2012    | 1     | 2:24  | Kansas City, Stati Uniti   | Debutto in Invicta FC                                                    |
| Sconfitta | 6-2    | Alexis Davis         | KO tecnico (pugni)                       | Strikeforce: Barnett vs. Kharitonov             | 10 settembre 2011 | 2     | 4:53  | Cincinnati, Stati Uniti    |                                                                          |
| Vittoria  | 6-1    | Julia Budd           | KO (pugni)                               | Strikeforce Challengers: Woodley vs. Saffiedine | 7 gennaio 2011    | 1     | 0:14  | Nashville, Stati Uniti     | Debutto in Strikeforce                                                   |
| Vittoria  | 5-1    | Ediane Gomes         | KO tecnico (pugni)                       | Bitetti Combat 6                                | 25 febbraio 2010  | 2     | 3:00  | Brasilia, Brasile          |                                                                          |
| Vittoria  | 4-1    | Vanessa Porto        | KO tecnico (stop del corner)             | Samurai FC 2: Warrior's Return                  | 12 dicembre 2009  | 2     | 5:00  | Curitiba, Brasile          |                                                                          |
| Vittoria  | 3-1    | Deise Lee Rocha      | KO tecnico (pugni)                       | Samurai Fight Combat                            | 12 settembre 2009 | 1     | 1:08  | Curitiba, Brasile          |                                                                          |
| Vittoria  | 2-1    | Nadja Nadja          | KO tecnico (pugni)                       | Prime: MMA Championship 3                       | 1 luglio 2009     | 1     | 0:47  | Salvador, Brasile          |                                                                          |
| Vittoria  | 1-1    | Paty Barbosa         | KO tecnico (stop del corner)             | Demo Fight 3                                    | 24 maggio 2008    | 1     | 0:11  | Salvador, Brasile          |                                                                          |
| Sconfitta | 0-1    | Ana Maria            | Sottomissione (armbar)                   | Prime: MMA Championship 2                       | 8 marzo 2008      | 1     | 0:35  | Salvador, Brasile          |                                                                          |